# 新井隆二
新井 隆二（あらい りゅうじ、通称隆司。1946年5月28日 - ）は、日本の実業家。ビックカメラの創業者である。

## 経歴
群馬県出身。群馬県立高崎工業高校を卒業。1968年にカメラ販売店の高崎DPセンターを創業し、1978年に東京の池袋に進出した。パソコンやデジタルカメラなどの普及とともに事業を拡大し、駅前や都心部での進出展開を積極的に行い、ビックカメラを全国有数の家電量販店に育て上げた。2005年11月に社長の座を宮嶋宏幸に譲り、自身は会長に就任した。
2009年に不適切な会計処理が行われているという指摘を受けたことにより、その責任を取る形で会長を辞任。2012年に会長に復帰。